# سهير الإتربي
سهير الإتربي مذيعة مصرية من مواليد محافظة سوهاج عام 1939. شغلت منصب رئيس التليفزيون المصري ، وهي زوجة الفريق الراحل حسن أبو سعدة  ، وهي تنتمي لعائلة إعلامية كبيرة فشقيقتها هي السيدة سامية الإتربي وشقيقتها الأصغر هي المذيعة عزة الإتربي .

## وفاتها
توفيت الإعلامية سهير الإتربي صباح يوم الجمعة 7 فبراير عام 2014 في مستشفى عين شمس التخصصي عن عمرٍ ناهز ال74 على إثر جلطة حادة بالمخ والقلب.

## وصلات خارجية
- سهير الأتربى: لم يسرق أحد منى ملايين بل استولي لص على حقيبتي بشارع مراد ، الأهرام في 24 فبراير 2012
- احتجاز عميد شرطة في واقعة سرقة 3 ملايين جنيه من «سهير الإتربي» ، المصري اليوم في 24 فبراير 2012
- حبس محامى سهير الإتربى ومهندس وسمسار لتورطهم بالسطو عليها ، اليوم السابع في 25 فبراير 2012
- الفجر تنشر الحقيقة الكاملة لقضية الاعلامية سهير الاتربى بعد غموض دام 8 شهور ، الفجر في 10 يونيو 2012
- وفاة سهير الإتربي